# Дубринг

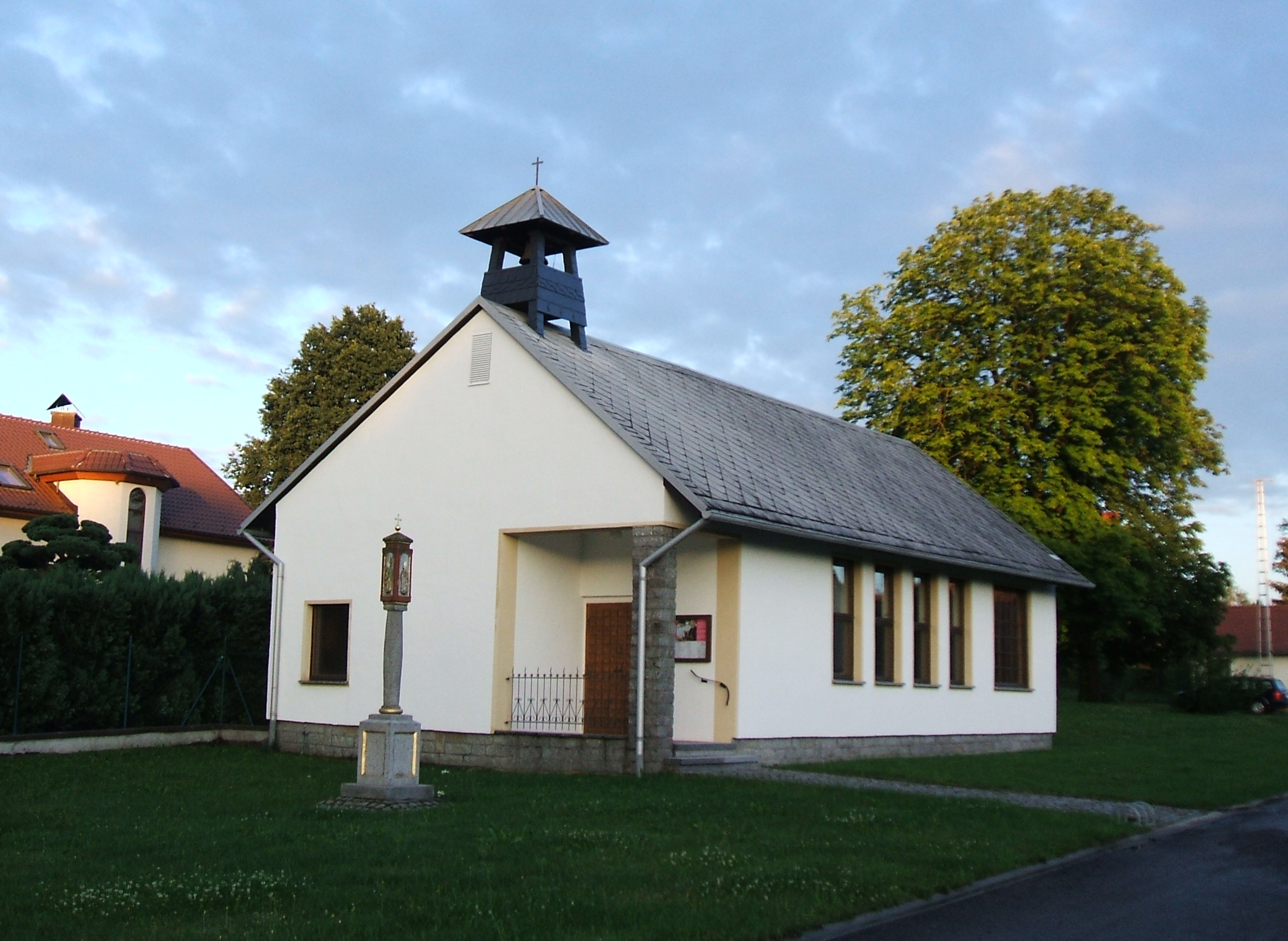
Часовня

Ду́бринг или Ду́бренк (нем. Dubring; в.-луж. Dubrjenkо файле) — сельский населённый пункт в статусе городского района Виттихенау, район Баутцен, федеральная земля Саксония, Германия.

## География
Населённый пункт находится западнее Виттихенау. На севере от деревни находится природная охраняемая территория, заповедник Дубренкское болото (Dubrjenske bahno). На юге от деревни проходит автомобильная дорога S95, которая населённый пункт на востоке с Виттихенау.
На юго-западе от населённого пункта находятся угольные шахты.
Соседние населённые пункты: на востоке — Виттихенау, на юге — деревня Либегаст (Лубгоздж) коммуны Ослинг, на юго-западе — деревня Ослинг и на западе — деревня Шекталь (Писаны-Дол) коммуны Ослинг.

## История
Впервые упоминается в 1308 году под наименованием «Dubrinc». После Венского конгресса в 1815 году деревня перешла в состав Прусского королевства. Находилась в административном округе Лигниц до 8 июля 1945 года. В 1952 году вошла в вновь образованную коммуну Хойерсверда района Котбус. В 1994 году вошла в городские границы Виттихенау в статусе городского района. С января 1994 года по август 2008 года находилась в районе Каменц. В 2008 году перешла в район Баутцен.
В средние века деревня принадлежала женскому монастырю Мариенштерн. В 1936 году во время германизации Третьего рейха была переименована в Эйххайн. Прежнее наименование было возвращено в 1947 году.
В настоящее время деревня входит в состав культурно-территориальной автономии «Лужицкая поселенческая область», на территории которой действуют законодательные акты земель Саксонии и Бранденбурга, содействующие сохранению лужицких языков и культуры лужичан.
Исторические немецкие наименования:
- Dubrinc, 1308
- Dubirink, Doborink, 1374
- Doberingk, Dobernigk, 1383
- Doberingk, 1486
- Doberingk, Dobryngk, 1518
- Dubrängk, 1600
- Dubring, 1768
- Eichhain, 1936—1947

## Население
Официальным языком в населённом пункте, помимо немецкого, является также верхнелужицкий язык.
Согласно статистическому сочинению «Dodawki k statisticy a etnografiji łužickich Serbow» Арношта Муки в 1884 году в деревне проживало 124 жителей (из них — 148 лужичанина (92 %)).
Лужицкий демограф Арношт Черник в своём сочинении «Die Entwicklung der sorbischen Bevölkerung» указывает, что в 1956 году при общей численности в 268 жителей серболужицкое население деревни составляло 32,1 % (из них 58 взрослых владели активно верхнелужицким языком, 6 взрослых — пассивно; 22 несовершеннолетних свободно владели языком).
| 1825 | 1871 | 1885 | 1905 | 1925 | 1939 | 1946 | 1950 | 1964 | 1990 | 2011 | 2016 |
| ---- | ---- | ---- | ---- | ---- | ---- | ---- | ---- | ---- | ---- | ---- | ---- |
| 120  | 123  | 112  | 116  | 205  | 277  | 274  | 267  | 206  | 116  | 88   | 87   |